# Trachea stieglmayei
Trachea stieglmayei är en fjärilsart som beskrevs av Hans Zerny 1916. Trachea stieglmayei ingår i släktet Trachea och familjen nattflyn. Inga underarter finns listade i Catalogue of Life.